# Matrimonio igualitario en Nueva Escocia
El matrimonio igualitario en la provincia canadiense de Nueva Escocia es legal desde el 24 de septiembre de 2004. En agosto de 2004 tres parejas homosexuales comenzaron una demanda legal contra el gobierno provincial solicitando un cambio en la ley para permitir sus matrimonios.
Un mes después los jueces de la Corte Suprema de Nueva Escocia declararon que las leyes provinciales que no permitieran el matrimonio entre personas del mismo sexo eran inconstitucionales. La decisión amplió inmediatamente el derecho de casarse a las parejas homosexuales en la provincia y Nueva Escocia se convirtió en la quinta provincia de Canadá que permite esta forma de matrimonio.